# Józef Lichten
Józef L. Lichten właściwie Józef Lichtensztul (ur. 6 czerwca 1906, zm. 1 grudnia 1987 w Rzymie) – polski prawnik, dyplomata, historyk i publicysta żydowskiego pochodzenia, promotor dialogu chrześcijańsko-żydowskiego.

## Życiorys
Józef Lichten uzyskał stopień doktora prawa (na Uniwersytecie Warszawskim) oraz doktora prawa kanonicznego. Po ukończeniu studiów rozpoczął pracę w Ministerstwie Spraw Zagranicznych R.P. W latach 1941–1945 służył jako konsultant do spraw Europy Wschodniej w przedstawicielstwach dyplomatycznych polskiego rządu emigracyjnego. Po zakończeniu II wojny światowej i przejęciu władzy w Polsce przez władze komunistyczne, wyemigrował do Stanów Zjednoczonych, gdzie otrzymał obywatelstwo amerykańskie.

### Działalność na rzecz dialogu międzyreligijnego
W roku 1945 przystąpił do Ligi Przeciwko Zniesławieniu. Pracował w tej organizacji jako dyrektor Wydziału Stosunków Międzyreligijnych. Był inicjatorem dialogu międzyreligijnego między Katolikami a Żydami. Począwszy od roku 1953, przez kilkadziesiąt lat, zorganizował setki konferencji i warsztatów poświęconych temu zagadnieniu. Brali w nich udział wybitni przedstawiciele katolickiego duchowieństwa i laikatu.
W 1963 roku wydał monografię historyczną, w której przeciwstawił się oskarżeniom wysuwanym pod adresem Piusa XII, zarzucającym papieżowi bierność wobec losu Żydów zagrożonych przez nazizm.
W latach 1963–1965 reprezentował Ligę Przeciwko Zniesławieniu na sesjach II Soboru Watykańskiego. W późniejszych latach był również jej przedstawicielem przy Watykańskiej Komisji ds. Kontaktów Religijnych z Judaizmem. Podpisał list pisarzy polskich na Obczyźnie, solidaryzujących się z sygnatariuszami protestu przeciwko zmianom w Konstytucji Polskiej Rzeczypospolitej Ludowej (List 59).
24 czerwca 1978 opublikował list otwarty do autora scenariusza filmu „Holocaust” Geralda Greena, w którym zaprotestował przeciw fałszom historycznym zawartym w tym filmie (między innymi ukazaniu rzekomego współudziału polskich żołnierzy w mordowaniu Żydów w getcie). Lichten na łamach polskich pism emigracyjnych, a zwłaszcza paryskich „Zeszytów Historycznych”, ostro polemizował z żydowskimi autorami: Pawłem Korcem i Celią Heller. Członek Polskiego Towarzystwa Naukowego na Obczyźnie (od 1982).
W roku 1983 był, obok Jana Karskiego, Jerzego Lerskiego, Jana Nowaka-Jeziorańskiego, Szymona Wiesenthala i Michała Borwicza, jednym z sygnatariuszy deklaracji podpisanej w Rzymie w 40. rocznicę powstania w warszawskim getcie. Autorzy deklaracji zwracali uwagę na problemy stojące na drodze do porozumienia polsko-żydowskiego i apelowali o ich przezwyciężenie.
4 listopada 1986 roku, za zasługi na rzecz wzmacniania więzi między Kościołem i społeczeństwem, został odznaczony przez papieża Jana Pawła II komandorią Orderu Św. Grzegorza Wielkiego. Otrzymał to wyróżnienie jako pierwszy obywatel amerykański żydowskiego pochodzenia.
Zmarł w roku 1987 w Rzymie. Tam też został pochowany, a w jego pogrzebie uczestniczył między innymi arcybiskup Henryk Muszyński.

## Dziedzictwo
W roku 2005, dla uczczenia 40. rocznicy ogłoszenia deklaracji „Nostra aetate”, Liga Przeciwko Zniesławieniu ustanowiła nagrodę im. Józefa Lichtena, za pracę na rzecz relacji katolicko-żydowskich (Dr. Joseph L. Lichten Award In Catholic-Jewish Relations).